# 14 pluviôse
14 nivôse 14 ventôse
Le quartidi 14 pluviôse, officiellement dénommé jour de l'avelinier, est le 134e jour de l'année du calendrier républicain.
C'était généralement le 2e jour du mois de février dans le calendrier grégorien.